# Anarchaea robusta
Anarchaea robusta är en spindelart som först beskrevs av Rix 2005.  Anarchaea robusta ingår i släktet Anarchaea och familjen Pararchaeidae.
Artens utbredningsområde är Tasmanien. Inga underarter finns listade i Catalogue of Life.